# セガ・マークIIIのゲームタイトル一覧
セガ・マークIIIのゲームタイトル一覧（セガ・マークスリーのゲームタイトルいちらん）では、セガ・マークIII/セガ・マスターシステム対応として全世界で発売されたゲームソフトを発売順に列記する。
| 目次 | • 発売されたタイトル• その他• 発売されなかったタイトル• 脚注• 参考文献 |

## 特徴
1985年10月にセガ・エンタープライゼス（後のセガ）から発売された「セガ・マークIII」（以下、マークIII）は、前世代機である「SG-1000」およびそのモデルチェンジ機の「SG-1000II」の性能では厳しかった、システムIおよびシステムIIで開発されたアーケードゲームを移植できることを目標に開発された。マークIIIに採用された独自開発のカスタムチップには、従来機に採用されたグラフィック用チップ「TMS9918A」には存在しなかった背景のスクロール機能の追加や、表示可能な色数の増加およびスプライトの表示機能の強化が実装され、1985年当時の家庭用ゲーム機としては彩り鮮やかなゲーム画面を実現できた。またマークIIIはSG-1000シリーズとの後方互換性を有し、マークIII発売時点で数十本近く存在したSC-3000/SG-1000用ソフトを動作させることができた。
北米では1986年9月に「Sega Master System/Power Base」という名称でマークIIIの筐体デザインを海外向けに変更したものを発売し、1987年には欧州地域でも発売され日本国外での展開も行われた。また1989年にはブラジルでも代理店としてTectoyとライセンス契約を結び、マスターシステムが発売された。
初期のマークIII用ソフトは従来機でも採用されていたICカード媒体のマイカード（日本国外ではSega Card）で発売されたが、やがて容量の大きいロムカートリッジへ移行した。発売されたソフトは、『スペースハリアー』や『ファンタジーゾーン』といった自社のアーケードゲーム作品からの移植作や、『ファイナルバブルボブル』のような他社のアーケード作品の移植作、そして『アレックスキッドのミラクルワールド』や『 ファンタシースター』のようなマークIII/マスターシステムオリジナル作品などである。『アレックスキッドのミラクルワールド』は欧州を中心に人気を博し、シリーズ化されただけでなく、1980年代におけるセガのマスコットキャラクターとして認知された。セガオリジナルの3DダンジョンRPGである『ファンタシースター』は、容量4メガビットの「ゴールドカートリッジ」によって滑らかな動きを実現し、やがて同社を代表するシリーズへと発展した。
一方、マークIII発売前、セガは業務用ゲーム機の16ビット基板であるシステム16の研究段階であったが、研究段階中でそれをさらに強化して『ハングオン』や『スペースハリアー』に搭載するなど最先端の技術を持つ会社として知られてきた。それに対し、家庭用ゲーム機であるマークIIIは、それより前のシステム基板であるシステムIとシステムIIをベースにしたことから、セガの奥成洋輔曰く「いきなり見劣りする」ものだった。また、マークIIIはグラフィック上の制約があり、ソフト側での工夫が求められた。マークIIIに採用された音源に関しては従来機のものと変わらず「PSG音源」のままであり、『ハングオン』以降のセガの業務用ゲームで採用されたFM音源を使って奏でられる音楽からは程遠いものであった。以上のことから、『ファンタジーゾーン』といったアーケードゲームからの移植作は、マークIIIの性能に見合ったアレンジが施された。
また、権利関係で販売地域によってキャラクターが差し替えられたケースもあり、たとえば同名漫画を原作とする『あんみつ姫』（1987年発売）の場合、日本国外においてはアレックス・キッドに差し替えられており、Alex Kidd: High-Tech World（1989年発売）という名称で同シリーズの一つに組み込まれた。
その後、日本では1987年10月に海外版Sega Master System/Power Baseの筐体を採用し、マークIII用の周辺機器「FMサウンドユニット」と連射装置「ラピッドファイア」の機能を内蔵した上位機種「セガ・マスターシステム」を発売した。しかし、基本性能はマークIIIと変わりなく、新たに採用されたFM音源も廉価で、業務用に搭載されたものと比べるとかなりチープなものであった。結局、1983年に任天堂が発売したファミリーコンピュータに対するシェアを拡大することはできず、1988年に次世代機であるメガドライブが登場したことにより、日本におけるマークIII/マスターシステムの新作タイトル供給は1989年で終了した。
その一方で、メガドライブはセガ・マークIIIとの後方互換性を有しており、変換アダプタである「メガアダプタ」をカートリッジスロットに挿入することで、発売されたセガ・マークIIIのソフト資産を活用することも可能であった。
北米では1987年8月にはおもちゃ会社のトンカが本体の販売権を取得するが、1990年には販売権がセガ・オブ・アメリカに戻るなど紆余曲折の後、1992年にソフトの供給を終了した。
一方、欧州ではファミコンが出遅れた隙をつく形で成功をおさめ、1996年までタイトル供給が継続した。中には、『ソニック・ザ・ヘッジホッグ』といった次世代機を初出とする作品がマスターシステム用に展開された例もあった。
さらに、ブラジルではw:Mickey's Ultimate Challengeなど、ブラジルのみで発売されたタイトルによって、1998年までタイトル供給が継続した。
日本ではプラットフォームとしての展開終了後、ダウンロードサービスでの配信（例：『R-TYPE』）や、『LOST JUDGMENT 裁かれざる記憶』などのようにミニゲームとしてマークIII/マスターシステムのタイトルが収録されるようになった。
日本未発売タイトルは、のちにセガが発売する「ゲームギア」をはじめとする他機種への移植（例：マスターシステム版w:Wonder Boy III: The Dragon's Trapはゲームギア版『モンスターワールドII ドラゴンの罠』）や、SEGA AGESでのオムニバス作品への収録（例：『ギャラクシーフォースII スペシャルエクステンデッド エディション』）および他作品へのミニゲームとしての収録（例：『龍が如く7外伝 名を消した男』における『ギャラクシーフォース』）などを通じて、日本のユーザーの手に届くようになった。
一方でブラジルでは2012年の段階で本体の年間販売台数が約15万台もあったとされ、新規タイトル供給終了後もプラットフォームとしての展開が継続していた。

## 発売されたタイトル
| 目次 | • 1985• 1986• 1987• 1988• 1989• 1990• 1991• 1992• 1993• 1994• 1995• 1996以降 |

本節の「発売されたタイトル一覧表」には合計で「324」のゲームタイトルを発売日・発売元とともに列記している。また「地域ごとの発売年一覧表」には1985年から1998年に発売されたゲームタイトル数を地域および年に分けて列記している。なおブラジルは発売年が不明なタイトルが多いため、1997年と1998年、合計数のみ記載する。
| 地域     | 1985年 | 1986年 | 1987年 | 1988年 | 1989年 | 1990年 | 1991年 | 1992年 | 1993年 | 1994年 | 1995年 | 1996年 | 1997年 | 1998年 | 合計 |
| -------- | ------ | ------ | ------ | ------ | ------ | ------ | ------ | ------ | ------ | ------ | ------ | ------ | ------ | ------ | ---- |
| 日本     | 9      | 16     | 30     | 27     | 1      | N/A    | N/A    | N/A    | N/A    | N/A    | N/A    | N/A    | N/A    | N/A    | 83   |
| 北米     | N/A    | 20     | 20     | 30     | 26     | 13     | 7      | 1      | N/A    | N/A    | N/A    | N/A    | N/A    | N/A    | 117  |
| 欧州     | N/A    | 5      | 35     | 29     | 27     | 26     | 39     | 34     | 55     | 16     | 3      | 2      | N/A    | N/A    | 271  |
| ブラジル | N/A    | N/A    | N/A    | 不明   | 不明   | 不明   | 不明   | 不明   | 不明   | 不明   | 不明   | 不明   | 6      | 3      | 237  |

「発売されたタイトル一覧表」における凡例は以下の通り。
- 媒体
  - Caは「マイカード マークⅢ」（日本）または「Sega Card」（日本国外）。容量は全て256キロビット（32キロバイト）
  - 256k、1M、2M、4Mはセガ発売の「ゴールドカートリッジ」およびサリオ発売の「シルバーカートリッジ」（日本）または「The Sega Cartridge」「The Mega Cartridge」（日本国外）。アルファベットは容量の単位でそれぞれキロビット、メガビットを表す。
- FM音源 - 日本国外で発売された作品に「○」がついている場合は、日本のマークIII/マスターシステムに差し込んだ際にFM音源に対応したという報告があることを意味する。
- 上付き文字で「米」は北アメリカ、「欧」はヨーロッパ、「伯」はブラジルを表す。
- 発売元に関して、ブラジルはTectoyが大半であるため、日本・北米・欧州で発売されたタイトルであってブラジルでも発売されたタイトルの発売元は特記ない限り記載を省略する。
- 日本で発売されたタイトルの発売日データは『セガハード大百科』内のセガ・マークIIIおよびセガ・マスターシステムの「ソフトウェア一覧」ページを主な出典として扱っている[40][41]。『セガハード大百科』のデータに変更および修正が加えられた場合[注 10]や、発売当時の文献などに『セガハード大百科』の記述と相違するデータが記載されている場合には注釈にその旨を記している。

| 発売日         | 発売日         | 発売日            | 発売日                 | タイトル | 発売元                      | 媒体              | FM音源    | 備考 |
| 日本           | 北米           | 欧州              | ブラジル               | タイトル | 発売元                      | 媒体              | FM音源    | 備考 |
| -------------- | -------------- | ----------------- | ---------------------- | --- | --------------------------- | ----------------- | --------- | --- |
| 1985年10月20日 | 1986年9月      | 1987年11月        | 1991年11月             | テディーボーイ・ブルース Teddy Boy Geraldinho伯                                                                                     | セガ                        | Ca日欧米 256k欧伯 |           | 同名アーケードゲームの移植版で、アイドル歌手の石野陽子とタイアップ 日本国外では内容が一部差し替えられ、うちブラジルでは現地の漫画作品Geraldinhoに差し替え |
| 1985年10月20日 | 未発売         | 1987年8月         | 未発売                 | ハングオン | セガ                        | Ca日欧 256k欧     |           | バイクハンドル対応 同名アーケードゲームの移植版 |
| 1985年10月27日 | 未発売         | 1986年            | 未発売                 | グレートサッカー Great Soccer | セガ                        | Ca                |           | |
| 1985年12月14日 | 未発売         | 未発売            | 未発売                 | - 不思議のお城ピットポット - Pit Pot                                                                                                | セガ                        | Ca                |           | |
| 1985年12月15日 | 1987年3月      | 1987年            | 未発売                 | グレートベースボール Great Baseball                                                                                                 | セガ                        | Ca                |           | マイカード・マークIII初の野球ゲーム |
| 1985年12月20日 | 未発売         | 未発売            | 未発売                 | サテライト7 | セガ                        | Ca                |           | |
| 1985年12月22日 | 1986年         | 1986年            | 1992年8月              | - アストロフラッシュ - TransBot - Nuclear Creature伯                                                                                | セガ                        | Ca日欧米 256k欧   |           | 地球の地下にある巨大要塞を探しながら敵と戦うシューティングゲーム のちにアーケードゲームとして逆移植 欧米ではタイトル名が操作するキャラクター名「TransBot」に変更 ブラジルでは核戦争後の生存者たちが地球を再建するストーリーとなり、それに合わせたタイトル名に変更                                                                                   |
| 1985年12月22日 | 1986年10月     | 1987年10月        | 1991年11月             | F-16 ファイティングファルコン | セガ                        | Ca日欧米 256k欧   |           | 同名MSX用ソフトの移植版 2つのモニターとハードによる通信対戦対応 メガドライブ非対応 |
| 1985年12月22日 | 1986年         | 1986年            | 未発売                 | - グレートテニス - Super Tennis | セガ                        | Ca日欧米 256k欧   |           | 日本ではタイトル画面は海外版を流用しているため「Super Tennis」と表示 |
| 1986年1月31日  | 1989年9月      | 1987年8月         | 1980-90年代            | - 青春スキャンダル - My Hero - Gang's Fighter伯                                                                                     | セガ                        | Ca日欧米 256k欧   |           | 同名アーケードゲームのアレンジ移植 ブラジルでは「ギャングと戦うもの」を意味するタイトルに変更され、人物名も変更された |
| 1986年4月21日  | 未発売         | 未発売            | 未発売                 | コミカルマシンガンジョー | セガ                        | Ca                |           | 固定画面の疑似3Dアクションシューティングゲーム。 |
| 1986年4月21日  | 1989年9月      | 1987年8月         | 1980-90年代            | - ゴーストハウス - Chapolim X Drácula: Um Duelo Assustador伯                                                                        | セガ                        | Ca日欧米 256k欧伯 |           | |
| 1986年6月15日  | 1986年9月      | 1989年9月4日      | 未発売                 | ファンタジーゾーン | セガ                        | 1M                |           | 同名アーケードゲームのアレンジ移植 |
| 1986年7月20日  | 1986年12月     | 1987年8月         | 1980-90年代            | - 極悪同盟 ダンプ松本 - Pro Wrestling                                                                                               | セガ                        | 1M                |           | 実在のヒールユニット・極悪同盟が題材だが、同名アーケードゲームとは異なる 日本国外では、極悪同盟とは無関係の内容に差し替え |
| 1986年7月20日  | 1986年11月     | 1987年8月         | 1980-90年代            | - 北斗の拳 - Black Belt | セガ                        | 1M                |           | 同名テレビアニメをゲーム化 日本国外ではキャラクターを差し替え |
| 1986年8月17日  | 1986年11月     | 1987年8月         | 1980-90年代            | アクションファイター | セガ                        | 1M                |           | 同名のアーケードゲームからの移植 |
| 1986年9月20日  | 1988年10月     | 1987年8月         | 1980-90年代            | スパイvsスパイ | セガ                        | Ca日欧米 256k欧   |           | |
| 1986年9月21日  | 1986年10月     | 1987年11月        | 1980-90年代            | - ザ・サーキット - World Grand Prix                                                                                                 | セガ                        | 1M                |           | |
| 1986年11月1日  | 1986年12月     | 1987年9月         | 1990年                 | - アレックスキッドのミラクルワールド - Alex Kidd in Miracle World                                                                   | セガ                        | 1M                |           | アレックスキッドシリーズ第1作。 もともとは漫画『ドラゴンボール』のゲーム化として企画されていた |
| 1986年11月8日  | 1986年12月     | 1987年11月        | 1993年6月              | - 忍者プリンセス1メガ版 忍者 - The Ninja                                                                                            | セガ                        | 1M                |           | アーケードゲーム作品『忍者プリンセス』のアレンジ移植 |
| 1986年11月16日 | 1986年12月     | 1987年10月        | 未発売                 | - 阿修羅 - Rambo: First Blood Part II米 - Secret Command欧                                                                          | セガ                        | 1M                |           | 北米のみ『ランボー/怒りの脱出』が題材 |
| 1986年12月14日 | 1986年12月     | 1996年葡          | 1980-90年代 1995年10月 | - アストロウォリアー - Sapo Xulé: S.O.S. Lagoa Poluida葡伯                                                                          | セガ                        | 1M                |           | ブラジルではAstro Warrior発売後、Sapo（ポルトガル語でカエル）をモデルにしたキャラクターであるSapo Xuléシリーズに変更して再発売 内容差し替え版はポルトガルでも発売 |
| 1986年12月15日 | 未発売         | 未発売            | 未発売                 | ハイスクール!奇面組 | セガ                        | 1M                |           | 同名アニメをゲーム化 |
| 1986年12月20日 | 未発売         | 未発売            | 未発売                 | グレートゴルフ | セガ                        | 1M                |           | |
| 1986年12月21日 | 1987年3月      | 1987年8月         | 未発売                 | スペースハリアー | セガ                        | 2M                |           | 同名アーケードゲームの移植版 |
| 未発売         | 1986年9月      | 1987年8月         | 1980-90年代            | Choplifter | セガ                        | 1M                |           | |
| 未発売         | 1986年9月      | 1987年            | 未発売                 | Hang-On / Astro Warrior | セガ                        | 1M                |           | 『ハングオン』と『アストロウォリアー』をセット |
| 未発売         | 1986年9月      | 未発売            | 未発売                 | Hang-On / Safari Hunt | セガ                        | 1M                |           | 『ハングオン』と『サファリハント』をセット |
| 未発売         | 1986年9月      | 1987年9月         | 1989年                 | w:Snail Maze | セガ                        | N/A               |           | 日本国外で発売されたマスターシステムのBIOSに内蔵されたゲーム |
| 未発売         | 1986年12月     | 未発売            | 1980-90年代            | w:Marksman Shooting & Trap Shooting                                                                                                 | セガ                        | 1M                |           | 日本ではアーケード用ソフト『マークスマンシューティング』、『トラップシューティング』として発売 |
| 未発売         | 1986年         | 1987年            | 未発売                 | w:Safari Hunt | セガ                        | N/A               |           | 日本ではアーケード用ソフト『サファリハント』として発売 マスターシステム2.4 BIOSバージョンを内蔵 |
| 未発売         | 未発売         | 1986年10月        | 未発売                 | Astro Warrior / Pit Pot | セガ                        | 1M                |           | 『アストロウォリアー』と『不思議のお城ピットポット』をセット |
| 未発売         | 未発売         | 1986年11月        | 未発売                 | Marksman Shooting / Trap Shooting / Safari Hunt                                                                                     | セガ                        | 1M                |           | 日本ではアーケード用ソフト『マークスマンシューティング』、『トラップシューティング』、『サファリハント』として発売 |
| 1987年1月18日  | 1987年         | 1987年            | 未発売                 | ダブルターゲット シンシアの眠り | セガ                        | 1M                |           | アーケードゲーム『カルテット』の移植版で、同時プレイ可能人数が2人に削減されるなど変更 |
| 1987年3月15日  | 未発売         | 未発売            | 未発売                 | ウッディポップ 新人類のブロックくずし                                                                                               | セガ                        | Ca                |           | パドルコントロール専用でソフトと同梱 |
| 1987年3月22日  | 1987年6月      | 1987年            | 1980-90年代            | - スーパーワンダーボーイ - Wonder Boy                                                                                               | セガ                        | 1M                |           | 同名アーケードゲームの移植版に独自要素を追加 |
| 1987年3月29日  | 1987年8月      | 1987年            | 1980-90年代            | グレートバレーボール | セガ                        | 1M                |           | |
| 1987年3月29日  | 1987年12月     | 1987年            | 1980-90年代            | グレートバスケットボール | セガ                        | 1M                |           | |
| 1987年4月29日  | 1987年7月      | 1987年            | 未発売                 | グレートフットボール | セガ                        | 1M                |           | |
| 1987年4月19日  | 未発売         | 未発売            | 未発売                 | スケバン刑事II 少女鉄仮面伝説 | セガ                        | 1M                |           | 同名テレビドラマをゲーム化 |
| 1987年4月19日  | 1987年7月      | 1987年8月         | 1980-90年代            | ロッキー | セガ                        | 2M                |           | 同名映画をゲーム化 |
| 1987年5月17日  | 1987年10月     | 1988年1月         | 1980-90年代 1995年     | - 魔界列伝 - Kung Fu Kid - Sapo Xulé: O Mestre do Kung Fu伯                                                                         | セガ                        | 1M                |           | SG-1000用ソフト『ドラゴン・ワン』の続編 ブラジルではKung Fu Kid発売後、Sapo Xuléシリーズに変更して再発売した、シリーズ第2弾 |
| 1987年5月18日  | 1987年8月      | 1987年11月        | 1980-90年代            | - エンデューロレーサー - Super Cross伯                                                                                              | セガ                        | 2M                |           | |
| 1987年5月24日  | 1987年11月     | 1987年10月        | 1980-90年代            | - 赤い光弾ジリオン - Zillion | セガ                        | 1M                |           | 同名アニメとタイイン |
| 1987年6月30日  | 1987年10月     | 1987年10月        | 1980-90年代            | アウトラン | セガ                        | 2M                | ○         | パドルコントロール対応 同名アーケードゲームの移植版 |
| 1987年6月30日  | 1987年3月      | 1987年            | 未発売                 | - ザ・プロ野球ペナントレース - Great Baseball                                                                                       | セガ                        | 1M                |           | |
| 1987年7月19日  | 1987年10月     | 1987年10月        | 1980-90年代            | - ワールドサッカー - Great Soccer米                                                                                                 | セガ                        | 1M                |           | |
| 1987年7月19日  | 1989年         | 1989年            | 1991年9月              | - あんみつ姫 - Alex Kidd: High-Tech World                                                                                           | セガ                        | 1M                |           | 同名テレビアニメをゲーム化 日本国外ではキャラクターをアレックス・キッドに差し替え |
| 1987年8月1日   | 1987年12月31日 | 1988年1月29日     | 1980-90年代            | - ファンタジーゾーンII オパオパの涙 - Fantasy Zone II: The Tears of Opa-Opa                                                         | セガ                        | 2M                | ○         | 『ファンタジーゾーン』の続編でマークIIIオリジナルタイトル |
| 1987年8月18日  | 1988年1月      | 1988年            | 未発売                 | - どきどきペンギンランド 宇宙大冒険 - Penguin Land                                                                                  | セガ                        | 1M                | ○         | SG-1000用ソフト『どきどきペンギンランド』の続編 |
| 1987年9月20日  | 1988年         | 1988年            | 1980-90年代            | - ナスカ'88 - Aztec Adventure | セガ                        | 1M                | ○         | |
| 1987年10月10日 | 1987年11月     | 1987年11月        | 未発売                 | マスターズゴルフ Great Golf | セガ                        | 1M                | ○         | |
| 1987年10月18日 | 1988年10月     | 1988年            | 1990年代               | - 覇邪の封印 - Miracle Warriors: Seal of the Dark Lord                                                                              | セガ                        | 2M                | ○         | 同名PCゲームの移植版 |
| 1987年10月18日 | 未発売         | 未発売            | 未発売                 | 麻雀戦国時代 | セガ                        | 1M                |           | |
| 1987年10月18日 | 1988年3月      | 1988年3月         | 1980-90年代            | エイリアンシンドローム | セガ                        | 2M                | ○         | 同名アーケードゲームの移植版 |
| 1987年10月24日 | 1988年3月      | 1988年3月         | 1980-90年代            | - SDI - Global Defense | セガ                        | 1M                | ○         | 同名アーケードゲームの移植版 |
| 1987年11月7日  | 1988年3月      | 1987年11月        | 1980-90年代            | ザクソン3D | セガ                        | 1M                | ○         | 3Dグラス対応、3Dグラス同梱 同名アーケードゲームの家庭用バージョン |
| 1987年11月15日 | 未発売         | 未発売            | 未発売                 | アレックスキッド BMXトライアル | セガ                        | 1M                | ○         | パドルコントロール専用でソフトと同梱 |
| 1987年12月12日 | 1988年3月      | 1988年3月         | 1980-90年代            | アフターバーナー | セガ                        | 4M                | ○         | アーケードゲーム『アフターバーナーI』の移植版 |
| 1987年12月13日 | 1988年7月      | 1988年3月         | 1980-90年代            | - トライフォーメーション - Zillion II: The Tri Formation                                                                            | セガ                        | 1M                | ○         | 『赤い光弾ジリオン』の続編 |
| 1987年12月20日 | 1988年11月     | 1988年            | 1991年9月              | ファンタシースター | セガ                        | 4M                | ○         | |
| 1987年12月20日 | 1988年7月      | 1988年            | 1980-90年代            | オパオパ Fantasy Zone: The Maze | セガ                        | 1M                | ○         | |
| 1987年12月27日 | 1988年5月      | 1990年            | 未発売                 | ファミリー・ゲームズ Parlour Games                                                                                                  | セガ                        | 1M                | ○         | |
| 未発売         | 1986年12月     | 未発売            | 未発売                 | グレートアイスホッケー | セガ                        | 1M                |           | 日本では1987年に懸賞品として流通していた スポーツパッド対応 |
| 未発売         | 1987年3月      | 1987年8月         | 1980-90年代            | w:Shooting Gallery Shooting G伯 | セガ                        | 1M                |           | 日本ではアーケード用ソフト『シューティングギャラリー』して発売 |
| 未発売         | 1987年5月      | 1989年            | 1991年8月              | w:Ghostbusters | セガ                        | 1M                |           | 同名映画のゲーム化 |
| 未発売         | 1987年         | 1987年            | 1980-90年代            | w:Gangster Town | セガ                        | 1M                |           | 日本ではアーケード用ソフト『ギャングスタータウン』として発売 |
| 未発売         | 1987年8月      | 1987年10月        | 1980-90年代            | w:Missile Defense 3-D Missile Defense 3D伯                                                                                          | セガ                        | 1M                |           | 3Dグラス対応 |
| 未発売         | 1987年8月      | 未発売            | 未発売                 | w:Sports Pad Football | セガ                        | 1M                |           | 『グレートフットボール』のスポーツパッド対応版 |
| 未発売         | 未発売         | 1987年            | 1989年                 | w:Bank Panic | セガ                        | Ca 256k           |           | SC-3000/SG-1000版は1985年9月に発売 |
| 1988年1月31日  | 1988年5月      | 1988年            | 1980-90年代            | メイズウォーカー Maze Hunter 3-D欧米 Maze Hunter 3D伯                                                                               | セガ                        | 1M                | ○         | 3Dグラス対応 旧題は『ビリオネア3D』 |
| 1988年1月31日  | 1988年8月      | 1988年            | 1992年1月              | - スーパーワンダーボーイ モンスターワールド - Wonder Boy in Monster Land - Mônica no Castelo do Dragão伯                            | セガ                        | 2M                | ○         | アーケードゲーム『ワンダーボーイ モンスターランド』の移植版 ブラジルでは現地の漫画『モニカと仲間たち』のキャラクターに置き換え |
| 1988年2月21日  | 未発売         | 未発売            | 未発売                 | ギャラクティックプロテクター | セガ                        | 1M                | ○         | パドルコントロール専用 |
| 1988年2月29日  | 1988年7月      | 1988年            | 1980-90年代            | - スペースハリアー3D - Space Harrier 3-D米                                                                                          | セガ                        | 2M                | ○         | 3Dグラス対応1986年発売のマークIII版『スペースハリアー』とは内容が異なる |
| 1988年2月29日  | 1988年12月     | 1988年            | 1980-90年代            | - アレスタ - Power Strike | セガ                        | 1M                | ○         | |
| 1988年3月10日  | 1988年7月      | 1988年            | 1980-90年代            | アレックスキッド ザ・ロストスターズ                                                                                                 | セガ                        | 2M                | ○         | アーケードゲーム作品『アレックスキッド with ステラ ザ・ロストスターズ』の移植版 |
| 1988年3月25日  | 未発売         | 未発売            | 未発売                 | アルゴスの十字剣 | サリオ                      | 1M                |           | アーケードゲーム『アルゴスの戦士』の移植版で、ステージやボスの数が変更 |
| 1988年3月26日  | 1988年9月      | 1988年            | 1980-90年代            | - ブレードイーグル - Blade Eagle 3-D - Blade Eagle 3D伯                                                                             | セガ                        | 2M                | ○         | 3Dグラス対応 |
| 1988年4月2日   | 未発売         | 未発売            | 未発売                 | 星をさがして… | セガ                        | 2M                | ○         | |
| 1988年4月17日  | 未発売         | 未発売            | 未発売                 | ソロモンの鍵 王女リヒタの涙 | サリオ                      | 2M                | ○         | アーケードゲーム『ソロモンの鍵』の移植版 |
| 1988年6月2日   | 未発売         | 未発売            | 未発売                 | 天才バカボン | セガ                        | 2M                | ○         | 同名漫画をゲーム化 |
| 1988年6月2日   | 1988年11月     | 1988年            | 1980-90年代            | 剣聖伝 | セガ                        | 2M                | ○         | 和風の世界を舞台に洋間との戦いを描いた作品。韓国でも発売されたが舞台設定などが変更 |
| 1988年6月2日   | 1989年4月      | 1988年            | 1991年9月              | ロード オブ ソード | セガ                        | 2M                | ○         | |
| 1988年6月19日  | 1988年9月      | 1988年            | 1980-90年代            | - 忍 -SHINOBI- - Shinobi | セガ                        | 2M                | ○         | 同名アーケードゲームの移植版 |
| 1988年7月2日   | 1989年9月      | 1988年            | 1980-90年代            | キャプテンシルバー | セガ                        | 2M                | ○         | 同名アーケードゲームの移植版で『宝島』が原作 |
| 1988年7月2日   | 未発売         | 未発売            | 未発売                 | スーパーレーシング | セガ                        | 2M                | ○         | F1を題材としたレースゲーム。パドルコントロール対応 |
| 1988年7月30日  | 未発売         | 未発売            | 未発売                 | め組レスキュー | セガ                        | 1M                | ○         | め組の名を冠し、火災現場からの救助活動を題材とした、パドルコントロール専用のアクションゲーム |
| 1988年7月30日  | 1988年10月     | 1988年11月5日     | 1980-90年代            | サンダーブレード | セガ                        | 2M                | ○         | 同名アーケードゲームの移植版 |
| 1988年7月31日  | 未発売         | 1991年12月        | 1980-90年代            | - ファイナルバブルボブル - Bubble Bobble - Dragon Maze伯                                                                            | セガ                        | 2M                |           | アーケードゲーム『バブルボブル』の移植版。 |
| 1988年8月14日  | 1988年12月     | 1988年            | 1991年9月              | - 魔王ゴルベリアス - Golvellius: Valley of Doom                                                                                     | セガ                        | 2M                | ○         | アクションRPG |
| 1988年9月9日   | 未発売         | 未発売            | 未発売                 | 熱球甲子園 | セガ                        | 2M                | ○         | 高校野球を題材とした野球ゲーム。 |
| 1988年9月23日  | 1989年         | 1989年            | 1980-90年代            | - 孔雀王 - SpellCaster | セガ                        | 4M                | ○         | 同名アニメをゲーム化 |
| 1988年10月1日  | 1988年12月     | 1988年            | 1980-90年代            | R-TYPE | セガ                        | 4M                | ○         | 同名アーケードゲームの移植版であり、ステージが追加 |
| 1988年10月1日  | 1988年11月     | 1988年            | 1980-90年代            | ダブルドラゴン | セガ                        | 2M                | ○         | 同名アーケードゲームの移植版 |
| 1988年10月15日 | 1989年3月      | 1989年            | 1991年12月             | - イース - Ys: The Vanished Omens                                                                                                   | セガ                        | 2M                | ○         | 同名PCゲームの移植版 |
| 1988年10月29日 | 未発売         | 未発売            | 未発売                 | スポーツパッドサッカー | セガ                        | 1M                | ○         | 『ワールドサッカー』のスポーツパッド対応版 パッケージ等にFM音源対応と記載があるが実際は鳴らない |
| 1988年12月1日  | 1989年1月      | 1989年            | 1980-90年代            | - 超音戦士ボーグマン - Cyborg Hunter                                                                                                | セガ                        | 1M                | ○         | 同名テレビアニメをゲーム化 |
| 未発売         | 1988年4月      | 1988年3月         | 1980-90年代            | w:Rescue Mission | セガ                        | 1M                |           | |
| 未発売         | 1988年9月      | 1988年            | 未発売                 | w:Monopoly | セガ                        | 1M                |           | 同名ボードゲームをコンピュータゲーム化 |
| 未発売         | 1988年10月     | 1988年            | 未発売                 | w:Shanghai | セガ                        | 1M                | ○         | 同名PCゲームの移植版で、日本でも発売予定だった 日本語表示に対応 |
| 未発売         | 1988年12月     | 1988年            | 1980-90年代            | w:Rambo III | セガ                        | 2M                |           | 映画『ランボー3/怒りのアフガン』をゲーム化 |
| 未発売         | 1988年12月     | 未発売            | 1994年                 | w:Where in the World is Carmen Sandiego?                                                                                            | Parker Brothers             | 1M                |           | カルメン・サンディエゴシリーズの1作品 |
| 未発売         | 1988年12月     | 1989年11月        | 1980-90年代            | w:Wanted! | セガ                        | 1M                |           | |
| 1989年2月4日   | 1989年1月      | 1989年            | 未発売                 | ボンバーレイド | セガ日欧 アクティビジョン米 | 2M                | ○         | 日本国内における最後のマークIII/マスターシステム用ソフト アーケードゲーム『ソニックブーム』の移植作として企画された 開発中の旧題は『バトルウイング』 |
| 未発売         | 1989年1月      | 1989年7月         | 1980-90年代            | w:Rampage | セガ                        | 2M                |           | 同名アーケードゲームの移植版 日本では1988年9月発行のセガのチラシ『ジョイジョイ情報』No.23の新作コーナーに掲載されたが未発売 |
| 未発売         | 1989年         | 1989年            | 1980-90年代            | Reggie Jackson Baseball w:American Baseball欧                                                                                       | セガ                        | 2M                |           | 北米では元メジャーリーグベースボール選手であるレジー・ジャクソンの名を冠する |
| 未発売         | 1989年4月      | 1989年            | 未発売                 | Walter Payton Football American Pro Football                                                                                        | セガ                        | 2M                |           | 北米では元アメリカンフットボール選手であるウォルター・ペイトンの名を冠する |
| 未発売         | 1989年4月      | 1989年            | 1980-90年代            | w:Poseidon Wars 3-D Poseidon Wars 3D伯                                                                                              | セガ                        | 2M                | ○         | 3Dグラス対応 日本では『ポセイドンウォーズ3D』というタイトルで発売を予定していた。 2025年のセガ社アクションアドベンチャーゲーム『龍が如く8外伝 Pirates in Hawaii』にてミニゲームとして収録された。 |
| 未発売         | 1989年4月      | 1989年            | 1980-90年代            | w:Rastan | セガ                        | 2M                | ○         | アーケードゲーム『ラスタンサーガ』の移植版 |
| 未発売         | 1989年6月      | 1989年            | 1980-90年代            | Altered Beast | セガ                        | 2M                | ○         | アーケードゲーム『獣王記』の移植版 |
| 未発売         | 1989年5月      | 1989年            | 1980-90年代            | w:California Games Jogos de Verão伯                                                                                                 | セガ                        | 2M                | ○         | 同名PCゲームの移植版 |
| 未発売         | 1989年5月      | 1989年5月         | 1980-90年代            | w:Time Soldiers | セガ                        | 2M                | ○         | アーケードゲーム『バトル フィールド』の移植版で、日本でも発売予定だった |
| 未発売         | 1989年5月      | 1989年            | 1980-90年代            | Vigilante | セガ                        | 2M                | ○         | 同名アーケードゲームの移植版 |
| 未発売         | 1989年5月      | 未発売            | 未発売                 | w:ALF | セガ                        | 1M                |           | 同名テレビドラマをゲーム化 |
| 未発売         | 1990年5月      | 1989年12月        | 1980-90年代 1995年     | w:Psycho Fox Sapo Xulé Vs Os Invasores do Brejo伯                                                                                   | セガ                        | 2M                |           | ファミリーコンピュータ用ソフト『カケフくんのジャンプ天国 スピード地獄』のアレンジ移植で、日本では『サイコ フォックス』として発売予定だった ブラジルではPsycho Fox発売後、Sapo Xuléシリーズに変更して再発売した、シリーズ第3弾 |
| 未発売         | 1989年         | 未発売            | 未発売                 | w:Montezuma's Revenge Featuring Panama Joe                                                                                          | Parker Brothers             | 1M                |           | 同名作品の移植版。 |
| 未発売         | 1989年7月1日   | 未発売            | 未発売                 | w:King's Quest: Quest for the Crown                                                                                                 | Parker Brothers             | 1M                |           | |
| 未発売         | 1989年8月      | 1989年            | 1980-90年代            | Cloud Master | セガ                        | 2M                | ○         | アーケードゲーム『中華大仙』の移植版 日本語表示対応 |
| 未発売         | 1989年9月      | 1989年11月        | 未発売                 | w:Casino Games | セガ                        | 2M                | ○         | |
| 未発売         | 1989年9月      | 1989年            | 1993年                 | - w:Wonder Boy III: The Dragon's Trap - Turma da Mônica em: O Resgate伯                                                             | セガ                        | 2M                | ○         | 日本でも『モンスターワールドII ドラゴンの罠』として発売予定だった 1992年にゲームギア用ソフトとして発売されたほか、2022年にはNintendo Switch用のオムニバス作品にてマスターシステム版が日本語で収録 ブラジルでは現地の漫画『モニカと仲間たち（Turma da Mônica）』のキャラクターに置き換えられ、誘拐されたモニカを救出することが目的のアクションゲーム |
| 未発売         | 1989年10月     | 1989年            | 1980-90年代            | Galaxy Force | セガ                        | 4M                | ○         | 同名アーケードゲームの移植版 マスターシステム（国外）版は、のちにPS2用ソフト『ギャラクシーフォースII スペシャルエクステンデッド エディション』にメガドライブ版とともに収録 |
| 未発売         | 未発売         | 1989年12月        | 1980-90年代            | w:Basketball Nightmare | セガ                        | 2M                |           | 悪夢の中で怪物とバスケットボールをするゲーム |
| 未発売         | 未発売         | 1989年            | 1980-90年代            | w:Out Run 3-D | セガ                        | 2M                | ○         | 3Dグラス対応 日本でも『アウトラン3D』として発売予定だった のちにニンテンドー3DS用ソフト「セガ 3D復刻プロジェクト」の一環として発売 |
| 未発売         | 未発売         | 1989年            | 1980-90年代            | Scramble Spirits | セガ                        | 2M                | ○         | 同名アーケードゲームの移植版 |
| 未発売         | 未発売         | 1989年            | 1980-90年代            | w:Tennis Ace Super Tennis伯 | セガ                        | 2M                |           | |
| 未発売         | 未発売         | 1989年            | 1991年2月              | w:Battle Out Run | セガ                        | 2M                |           | |
| 未発売         | 1990年         | 1990年1月         | 1980-90年代            | w:Dead Angle | セガ                        | 2M                |           | |
| 未発売         | 1990年6月24日  | 1990年8月         | 1980-90年代            | w:Alex Kidd in Shinobi World | セガ                        | 2M                |           | アレックスキッドと『SHINOBI 忍』がコラボレーション |
| 未発売         | 1990年9月      | 1990年12月        | 1980-90年代            | Columns Shapes and Columns伯 | セガ                        | 1M                |           | 同名アーケードゲームを移植 |
| 未発売         | 1990年9月      | 1990年11月        | 1980-90年代            | w:E-SWAT | セガ                        | 2M                |           | 同名アーケードゲームの移植版 |
| 未発売         | 1990年9月      | 1990年            | 1980-90年代            | w:Super Monaco GP | セガ                        | 2M                |           | 同名アーケードゲームの移植版 |
| 未発売         | 1990年12月     | 1990年            | 1980-90年代            | w:Joe Montana Football | セガ                        | 2M                |           | 元アメリカンフットボール選手であるジョー・モンタナの名を冠したアメリカンフットボールゲーム |
| 未発売         | 1990年         | 1990年5月         | 1991年                 | w:R.C. Grand Prix | セガ                        | 2M                |           | ラジコン模型自動車によるレーシングゲーム |
| 未発売         | 1990年         | 1990年12月        | 1980-90年代            | w:Aerial Assault | セガ                        | 2M                |           | |
| 未発売         | 1990年         | 1990年12月        | 1991年8月              | Paperboy Paber Boy伯 | U.S.Gold                    | 1M                |           | 新聞配達をする少年（ペーパーボーイ）が主人公の同名アーケードゲームの移植版 |
| 未発売         | 1990年         | 1990年            | 1980-90年代            | w:Golden Axe | セガ                        | 4M                |           | 同名アーケードゲームを移植 |
| 未発売         | 1990年         | 1990年            | 1980-90年代            | w:Slap Shot | セガ                        | 2M                |           | 24チームが参加するアイスホッケーゲーム 1977年公開の同名映画とは無関係 |
| 未発売         | 1990年         | 1991年2月         | 1991年6月              | w:Michael Jackson's Moonwalker | セガ                        | 2M                |           | 同名メガドライブ用ソフトの移植版 |
| 未発売         | 1990年         | 1991年            | 1991年                 | w:James "Buster" Douglas Knockout Boxing米\|Heavyweight Champ欧伯                                                                   | セガ                        | 2M                |           | 北米では元プロボクサーのジェームス・ダグラスの名およびニックネームBusterを冠する |
| 未発売         | 未発売         | 1990年1月         | 1980-90年代            | w:Dynamite Dux | セガ                        | 2M                |           | 同名アーケードゲームの移植版 |
| 未発売         | 未発売         | 1990年5月         | 1991年12月             | w:World Games | セガ                        | 1M                |           | |
| 未発売         | 未発売         | 1990年11月        | 未発売                 | w:Fire & Forget II | セガ                        | 2M                |           | |
| 未発売         | 未発売         | 1990年11月        | 1980-90年代            | w:Gauntlet | U.S.Gold                    | 1M                |           | 同名アーケードゲームを移植 |
| 未発売         | 未発売         | 1990年11月        | 1980-90年代            | w:Impossible Mission | U.S.Gold                    | 1M                |           | |
| 未発売         | 未発売         | 1990年11月        | 1991年8月              | w:Summer Games Jogos Olímpicos伯 | セガ                        | 1M                |           | |
| 未発売         | 未発売         | 1990年12月        | 1991年9月              | w:Ultima IV: Quest of the Avatar | セガ                        | 4M                | ○         | 同名PCゲームの移植版で、日本でも『ウルティマIV Quest of the Avatar』として発売予定だった |
| 未発売         | 未発売         | 1990年12月        | 1980-90年代            | w:World Cup Italia'90 Super Futebol II伯                                                                                            | セガ                        | 1M                |           | |
| 未発売         | 未発売         | 1990年            | 1980-90年代            | w:Assault City | セガ                        | 2M                |           | |
| 未発売         | 未発売         | 1990年            | 未発売                 | w:Chase H.Q. | セガ                        | 2M                |           | |
| 未発売         | 未発売         | 1990年            | 未発売                 | w:Double Hawk | セガ                        | 2M                |           | |
| 未発売         | 未発売         | 1990年            | 1980-90年代            | w:Golfamania | セガ                        | 2M                |           | |
| 未発売         | 未発売         | 1990年            | 1991年6月              | Operation Wolf | セガ                        | 2M                |           | 同名アーケードゲームの移植版 |
| 未発売         | 未発売         | 1990年            | 1992年3月              | Submarine Attack | セガ                        | 2M                |           | |
| 未発売         | 1991年1月      | 1991年4月         | 1992年7月              | w:Dick Tracy | セガ                        | 2M                |           | 同名漫画をゲーム化 |
| 未発売         | 1991年1月      | 1991年4月         | 1991年6月              | Ghouls 'n Ghosts | セガ                        | 2M                |           | アーケードゲーム『大魔界村』を移植 |
| 未発売         | 1991年2月      | 1991年2月         | 1991年6月              | w:Castle of Illusion Starring Mickey Mouse                                                                                          | セガ                        | 2M                |           | 日本ではゲームギア用タイトル『ミッキーマウスのキャッスル・イリュージョン』として発売 |
| 未発売         | 1991年         | 1991年            | 1990年代               | w:Golden Axe Warrior | セガ                        | 2M                |           | 『ゴールデンアックス』の番外編 |
| 未発売         | 1991年8月      | 1991年8月         | 1991年11月             | w:Spider-Man vs. The Kingpin | セガ                        | 2M                |           | |
| 未発売         | 1991年10月25日 | 1991年10月25日    | 1992年1月              | Sonic the Hedgehog | セガ                        | 2M                |           | 同名メガドライブ用ソフトを移植。北米における最後のマスターシステム用ソフト。 |
| 未発売         | 1991年         | 1991年11月        | 1992年9月              | Strider | セガ                        | 4M                |           | 『ストライダー飛竜』を移植 |
| 未発売         | 未発売         | 1991年1月         | 1991年10月             | w:Gain Ground | セガ                        | 2M                |           | 同名アーケードゲームのアレンジ移植 |
| 未発売         | 未発売         | 1991年1月         | 1991年9月              | w:Danan: The Jungle Fighter Danan伯                                                                                                 | セガ                        | 2M                |           | |
| 未発売         | 未発売         | 1991年3月 1992年  | 未発売                 | w:Speedball (video game) | Image Works Virgin Games    | 1M                |           | Image Worksからの販売終了後、Virgin Gamesから再発売 |
| 未発売         | 未発売         | 1991年4月         | 1992年3月              | w:The Cyber Shinobi | セガ                        | 2M                |           | |
| 未発売         | 未発売         | 1991年            | 1980-90年代            | w:Dynamite Duke | セガ                        | 2M                |           | 同名アーケードゲームを移植 |
| 未発売         | 未発売         | 1991年4月         | 1991年8月              | Pac-Mania | テンゲン                    | 1M                |           | 同名アーケードゲームを移植 |
| 未発売         | 未発売         | 1991年7月         | 1991年8月              | Forgotten Worlds | セガ                        | 2M                |           | アーケードゲーム『ロストワールド』の移植版で、2人同時プレイなどの要素削除の一方、新ステージなどを追加 |
| 未発売         | 未発売         | 1991年8月         | 1980-90年代            | Sega Chess | セガ                        | 2M                |           | |
| 未発売         | 未発売         | 1991年10月        | 1992年2月              | Alien Storm | セガ                        | 2M                |           | 同名アーケードゲームのアレンジ移植 |
| 未発売         | 未発売         | 1991年10月        | 1991年                 | w:Back to the Future II | Image Works                 | 2M                |           | 同名映画をゲーム化 |
| 未発売         | 未発売         | 1991年10月        | 1980-90年代            | w:World Class Leader Board | U.S.Gold                    | 2M                |           | |
| 未発売         | 未発売         | 1991年10月        | 1980-90年代            | w:Dragon Crystal | セガ                        | 1M                |           | 日本ではゲームギア用ソフト『ドラゴンクリスタル ツラニの迷宮』として発売 |
| 未発売         | 未発売         | 1991年10月        | 1992年3月              | w:Running Battle | セガ                        | 2M                |           | |
| 未発売         | 未発売         | 1991年10月        | 1980-90年代            | Populous | TecMagik                    | 2M                |           | 日本ではメガドライブなどの他機種向けに発売 |
| 未発売         | 未発売         | 1991年10月 1992年 | 未発売                 | w:Xenon 2 Megablast | Image Works Virgin Games    | 2M                |           | Image Worksからの販売終了後、Virgin Gamesから再発売 日本では同名タイトルでPC向けに発売 |
| 未発売         | 未発売         | 1991年11月21日    | 1992年                 | w:Shadow of the Beast | TecMagik                    | 2M                |           | 日本では『シャドー・オブ・ザ・ビースト 魔性の掟』としてメガドライブなどの他機種向けに発売 |
| 未発売         | 未発売         | 1991年11月        | 1991年6月              | w:Shadow Dancer | セガ                        | 4M                |           | 同名アーケードゲームを移植 |
| 未発売         | 未発売         | 1991年11月        | 未発売                 | Klax | テンゲン                    | 1M                |           | 日本では他機種向けに発売 |
| 未発売         | 未発売         | 1991年11月        | 未発売                 | Ms. Pac-Man | テンゲン                    | 1M                |           | 同名アーケードゲームを移植 |
| 未発売         | 未発売         | 1991年11月        | 未発売                 | Super Space Invaders '91 | Domark                      | 2M                |           | アーケードゲーム『マジェスティックトゥエルブ』を移植 |
| 未発売         | 未発売         | 1991年12月        | 1992年                 | w:Asterix | セガ                        | 4M                |           | 同名漫画が題材のゲーム第1弾 |
| 未発売         | 未発売         | 1991年            | 1980-90年代            | w:Lucky Dime Caper Starring Donald Duck                                                                                             | セガ                        | 2M                |           | w:Castle of Illusion Starring Mickey Mouseの続編 日本ではゲームギア用ソフト『ドナルドダックのラッキーダイム』として発売 |
| 未発売         | 未発売         | 1991年12月        | 1980-90年代            | w:Heroes of the Lance | U.S.Gold                    | 4M                |           | アドバンスト・ダンジョンズ&ドラゴンズが題材 日本では1991年3月8日にファミリーコンピュータ用タイトルとしてポニーキャニオンより発売 |
| 未発売         | 未発売         | 1991年            | 未発売                 | Laser Ghost | セガ                        | 2M                |           | 同名アーケードゲームの移植版 |
| 未発売         | 未発売         | 1991年12月        | 未発売                 | w:Rampart | テンゲン                    | 2M                |           | 日本ではメガドライブ用タイトルとして発売 |
| 未発売         | 未発売         | 1991年12月        | 1980-90年代            | w:Super Kick-Off | U.S.Gold                    | 2M                |           | |
| 未発売         | 未発売         | 1991年            | 1980-90年代            | w:Ace of Aces | セガ                        | 2M                |           | |
| 未発売         | 未発売         | 1991年            | 1992年5月              | w:The Flintstones | Grandslam                   | 2M                |           | |
| 未発売         | 未発売         | 1991年            | 1980-90年代            | Psychic World | セガ                        | 2M                |           | 同名のMSX用ソフトを移植 |
| 未発売         | 1992年11月     | 1992年12月        | 1980-90年代            | - w:Indiana Jones and the Last Crusade - Indiana Jones and the Last Crusade: The Action Game欧 - Indiana Jones e a Última Cruzada伯 | U.S.Gold                    | 8M                |           | 原題が同名の映画が題材で聖杯を見つけることが目的のアクションゲーム |
| 未発売         | 未発売         | 1992年1月         | 1980-90年代            | G-LOC: Air Battle | セガ                        | 1M                |           | 同名アーケードゲームの移植版 |
| 未発売         | 未発売         | 1992年1月         | 1980-90年代            | w:Line of Fire | セガ                        | 4M                |           | 同名アーケードゲームを移植 |
| 未発売         | 未発売         | 1992年1月         | 1990年代               | Mercs | セガ                        | 4M                |           | アーケードゲーム『戦場の狼II』を移植 |
| 未発売         | 未発売         | 1992年2月         | 1992年2月              | Bonanza Bros. | セガ                        | 2M                |           | 同名アーケードゲームを移植 |
| 未発売         | 未発売         | 1992年2月         | 1992年                 | w:Out Run Europa | U.S.Gold                    | 2M                |           | |
| 未発売         | 未発売         | 1992年3月         | 未発売                 | w:Back to the Future III | Image Works                 | 4M                |           | 同名映画をゲーム化 |
| 未発売         | 未発売         | 1992年6月         | 1992年                 | Ayrton Senna's Super Monaco GP II                                                                                                   | セガ                        | 2M                |           | アイルトン・セナ監修日本ではメガドライブ版やゲームギア版も同時期に展開 |
| 未発売         | 未発売         | 1992年6月         | 1992年                 | w:Champions of Europe | TecMagik                    | 2M                |           | |
| 未発売         | 未発売         | 1992年6月         | 未発売                 | Marble Madness | Virgin Games                | 2M                |           | 同名作品を移植 |
| 未発売         | 未発売         | 1992年6月         | 1992年7月              | Sagaia | セガ                        | 2M                |           | メガドライブ版『ダライアスII』の移植版 |
| 未発売         | 未発売         | 1992年7月         | 1980-90年代            | Ninja Gaiden | セガ                        | 2M                |           | ファミコン版『忍者龍剣伝』のアレンジ移植 |
| 未発売         | 未発売         | 1992年8月         | 未発売                 | w:Arcade Smash Hits | Virgin Games                | 2M                |           | |
| 未発売         | 未発売         | 1992年8月         | 1992年                 | w:Chuck Rock | Virgin Games                | 4M                |           | 日本では『チャックロック』としてゲームギアなどの他機種向けに発売 |
| 未発売         | 未発売         | 1992年8月         | 未発売                 | w:The Terminator | Virgin Games                | 2M                |           | 同名映画をゲーム化 |
| 未発売         | 未発売         | 1992年8月         | 1980-90年代            | Wimbledon | セガ                        | 2M                |           | 同名テニス大会が題材 |
| 未発売         | 未発売         | 1992年8月         | 1992年                 | Prince of Persia | Domark                      | 2M                |           | 同名作品を移植 |
| 未発売         | 未発売         | 1992年9月         | 未発売                 | The New Zealand Story | TecMagik                    | 2M                |           | 同名アーケードゲームを移植 |
| 未発売         | 未発売         | 1992年9月         | 1992年                 | w:The Simpsons: Bart vs. the Space Mutants                                                                                          | Flying Edge                 | 2M                |           | |
| 未発売         | 未発売         | 1992年9月         | 未発売                 | Trivial Pursuit: Genus Edition | Domark                      | 4M                |           | |
| 未発売         | 未発売         | 1992年10月1日     | 1992年                 | w:Tom & Jerry: The Movie | セガ                        | 2M                |           | 原題が同名の映画をゲーム化 ジェリーを捕まえるためにトムを操作するアクションゲーム 日本では1993年6月25日にゲームギア用タイトル『トム&ジェリー ザ・ムービー』として発売 |
| 未発売         | 未発売         | 1992年10月16日    | 1992年                 | Sonic the Hedgehog 2 | セガ                        | 4M                |           | 内容は同名ゲームギア用ソフトと同等 |
| 未発売         | 未発売         | 1992年            | 1980-90年代            | w:Alien 3 | Arena                       | 2M                |           | 同名映画をゲーム化 |
| 未発売         | 未発売         | 1992年10月        | 未発売                 | w:Smash TV | Flying Edge                 | 2M                |           | 同名アーケードゲームを移植 |
| 未発売         | 未発売         | 1992年11月        | 未発売                 | Space Gun | セガ                        | 4M                |           | 同名アーケードゲームの移植版で、専用コントローラも発売 |
| 未発売         | 未発売         | 1992年11月        | 未発売                 | Special Criminal Investigation | セガ                        | 2M                |           | 同名作品の移植版 |
| 未発売         | 未発売         | 1992年11月        | 未発売                 | w:Speedball 2 | Virgin Games                | 2M                |           | |
| 未発売         | 未発売         | 1992年11月        | 1992年                 | Lemmings | セガ                        | 2M                |           | 同名作品を移植 |
| 未発売         | 未発売         | 1992年12月        | 1992年                 | w:George Foreman's KO Boxing | Flying Edge                 | 2M                |           | ジョージ・フォアマンの名を冠したボクシングゲーム |
| 未発売         | 未発売         | 1992年12月        | 1980-90年代            | Pit-Fighter | Domark                      | 4M                |           | 同名作品を移植 |
| 未発売         | 未発売         | 1992年            | 1992年                 | w:Air Rescue | セガ                        | 2M                |           | 同名アーケードゲームを移植した、ヘリコプターを操作して捕虜を救出することが目的のゲーム |
| 未発売         | 未発売         | 1992年            | 未発売                 | w:Championship Hockey | U.S.Gold                    | 2M                |           | |
| 未発売         | 未発売         | 1992年            | 1980-90年代            | Putt & Putter Minigolf伯 | セガ                        | 2M                |           | 日本ではゲームギア用ソフト『パット&パター』として発売 |
| 未発売         | 未発売         | 1992年            | 1992年                 | w:Olympic Gold: Barcelona '92 | U.S.Gold                    | 2M                |           | 日本では『オリンピックゴールド』としてメガドライブやゲームギアなどの他機種向けに発売 |
| 未発売         | 未発売         | 1993年1月         | 1993年5月              | w:Predator 2 | Arena                       | 2M                |           | |
| 未発売         | 未発売         | 1993年2月         | 1980-90年代            | w:Taz-Mania | セガ                        | 2M                |           | ルーニー・テューンズのキャラクターであるタズマニアン・デビルが主人公の同名テレビアニメをゲーム化 |
| 未発売         | 未発売         | 1993年3月         | 1993年                 | w:Batman Returns | セガ                        | 2M                |           | |
| 未発売         | 未発売         | 1993年4月         | 1993年                 | w:Spider-Man: Return of the Sinister Six                                                                                            | Flying Edge                 | 2M                |           | 『スパイダーマン』などに登場する犯罪組織「シニスター・シックス」が題材 |
| 未発売         | 未発売         | 1993年4月         | 1980-90年代            | w:Strider II | U.S.Gold                    | 2M                |           | 1999年発売の『ストライダー飛竜2』とは異なる |
| 未発売         | 未発売         | 1993年4月7日      | 1980-90年代            | w:James Bond 007: The Duel | Domark                      | 2M                |           | 日本ではメガドライブ用ソフト『007・死闘』としてテンゲンより発売 |
| 未発売         | 未発売         | 1993年5月         | 1980-90年代            | w:Krusty's Fun House | Flying Edge                 | 2M                |           | 『ザ・シンプソンズ』関連作品 |
| 未発売         | 未発売         | 1993年5月         | 1993年                 | w:The Simpsons: Bart vs. the World                                                                                                  | Flying Edge                 | 2M                |           | The Simpsons: Bart vs. The Space Mutantsの続編 バートが世界中を宝探しするアクションゲーム 日本では1994年7月29日にゲームギア用タイトル『シンプソンズ バートワールド 』として発売 |
| 未発売         | 未発売         | 1993年5月         | 1980-90年代            | Master of Darkness | セガ                        | 2M                |           | 日本では1992年10月23日にゲームギア用ソフト『IN THE WAKE OF VAMPIRE』として発売 |
| 未発売         | 未発売         | 1993年6月7日      | 1980-90年代            | Streets of Rage | セガ                        | 4M                |           | 日本では『ベア・ナックル 怒りの鉄拳』としてメガドライブやゲームギアなどの他機種向けに発売 |
| 未発売         | 未発売         | 1993年6月         | 1993年                 | w:Superman: The Man of Steel | Virgin Interactive          | 2M                |           | アメリカン・コミックスに登場する『スーパーマン』が題材 |
| 未発売         | 未発売         | 1993年            | 1995年10月             | Rainbow Islands | セガ                        | 2M                |           | 同名アーケードゲームの移植版 メインBGMの一部がオリジナル版から変更 |
| 未発売         | 未発売         | 1993年6月         | 1994年                 | w:Land of Illusion Starring Mickey Mouse                                                                                            | セガ                        | 4M                |           | 日本では『ミッキーマウスの魔法のクリスタル』としてゲームギアなどの他機種向けに発売 |
| 未発売         | 未発売         | 1993年7月         | 1993年                 | w:WWF WrestleMania: Steel Cage Challenge                                                                                            | Flying Edge                 | 2M                |           | 同名ファミリーコンピュータ用ソフトを移植したプロレスゲーム |
| 未発売         | 未発売         | 1993年8月2日      | 1980-90年代            | w:Ultimate Soccer | セガ                        | 2M                |           | 日本では1993年10月29日にゲームギア用タイトルとして発売 |
| 未発売         | 未発売         | 1993年8月27日     | 1993年                 | w:F1 | テンゲン                    | 2M                |           | |
| 未発売         | 未発売         | 1993年            | 1980-90年代            | w:Power Strike II | セガ                        | 4M                |           | 『アレスタII』の海外版 |
| 未発売         | 未発売         | 1993年9月         | 1980-90年代            | w:Star Wars | U.S.Gold                    | 4M                |           | 同名映画をゲーム化 |
| 未発売         | 未発売         | 1993年9月         | 未発売                 | w:Super Off Road | Virgin Games                | 1M                |           | |
| 未発売         | 未発売         | 1993年9月13日     | 1994年                 | Mortal Kombat | アクレイム                  | 4M                |           | 同名アーケードゲームを移植 |
| 未発売         | 未発売         | 1993年            | 1993年                 | Sonic Chaos | セガ                        | 4M                |           | ゲームギア用ソフト『ソニック&テイルス』の移植版 |
| 未発売         | 未発売         | 1993年10月        | 1990年代               | w:Chuck Rock II: Son of Chuck | Core Design                 | 4M                |           | 日本では1994年6月24日にメガドライブ向けに『チャックロックII』が発売 |
| 未発売         | 未発売         | 1993年            | 未発売                 | w:Cool Spot | Virgin Games                | 2M                |           | セブンアップの同名マスコットキャラクターが題材 日本では1994年2月18日にメガドライブ用の同名タイトルが発売 |
| 未発売         | 未発売         | 1993年10月        | 未発売                 | w:Fantastic Dizzy | コードマスターズ            | 2M                |           | |
| 未発売         | 未発売         | 1993年10月        | 1996年11月             | w:RoboCop 3 | Flying Edge                 | 2M                |           | 同名映画をゲーム化 日本では199年6月24日にゲームギア用に同名タイトルが発売 |
| 未発売         | 未発売         | 1993年10月        | 1993年                 | w:Wolfchild | Virgin Games                | 2M                |           | 日本では同名タイトルでメガCDなどの他機種向けに発売 |
| 未発売         | 未発売         | 1993年11月        | 未発売                 | w:Desert Strike: Return to the Gulf                                                                                                 | Domark                      | 4M                |           | 日本では『デザートストライク 湾岸作戦』としてメガドライブなどの他機種向けに発売 |
| 未発売         | 未発売         | 1993年11月        | 未発売                 | w:PGA Tour Golf | テンゲン                    | 2M                |           | |
| 未発売         | 未発売         | 1993年11月        | 1996年11月             | w:James Pond 2: Codename RoboCod | U.S.Gold                    | 4M                |           | 日本では1993年6月9日にメガドライブ用として同名タイトルが発売 |
| 未発売         | 未発売         | 1993年11月        | 未発売                 | w:Terminator 2: Judgment Day | Flying Edge                 | 2M                |           | 日本では1994年9月30日にゲームギア用として同名タイトルが発売 |
| 未発売         | 未発売         | 1993年12月        | 1990年代               | w:Buggy Run | セガ                        | 4M                |           | |
| 未発売         | 未発売         | 1993年12月        | 1994年4月              | Masters of Combat | セガ                        | 2M                |           | 日本では1994年2月11日にゲームギア用ソフト『バスターファイト』として発売 |
| 未発売         | 未発売         | 1993年12月        | 1990年代               | w:RoboCop Versus The Terminator | Virgin Games                | 4M                |           | 同名漫画をゲーム化 日本では1994年5月28日にメガドライブ用として同名タイトルが発売 |
| 未発売         | 未発売         | 1993年12月        | 1990年代               | w:Disney's The Jungle Book Le Livre de la Jungle仏 Das Dschunglebuch独 El Libro de la Selva西                                       | Virgin Interactive          | 2M                |           | 同名アニメ映画をゲーム化 |
| 未発売         | 未発売         | 1993年            | 未発売                 | w:The Addams Family | Flying Edge                 | 2M                |           | 同名映画をゲーム化 日本では1994年6月24日にゲームギア用として同名タイトルが発売 |
| 未発売         | 未発売         | 1993年            | 1990年代               | w:Andre Agassi Tennis | TecMagik                    | 2M                |           | 元プロテニス選手であるアンドレ・アガシの名を冠したテニスゲーム |
| 未発売         | 未発売         | 1993年            | - 1993年 - 1996年10月  | - Astérix and the Secret Mission - w:As Aventuras da TV Colosso伯                                                                   | セガ                        | 4M                |           | アステリックスが主人公のゲーム第2弾 ブラジルでは1993年にAstérix and the Secret Missionとして発売されたのち、1996年にテレビ番組TV Colossoのキャラクターに差し替えて再発売 |
| 未発売         | 未発売         | 1993年            | 未発売                 | w:Bram Stoker's Dracula | Sony Imagesoft              | 2M                |           | 原題が同名の映画をゲーム化 |
| 未発売         | 未発売         | 1993年            | 未発売                 | w:Cosmic Spacehead | コードマスターズ            | 2M                |           | |
| 未発売         | 未発売         | 1993年            | 1994年                 | w:Desert Speedtrap Starring Road Runner and Wile E. Coyote                                                                          | セガ                        | 2M                |           | 『ワイリー・コヨーテとロード・ランナー』の主要キャラクターが題材 |
| 未発売         | 未発売         | 1993年            | 1990年代               | w:The Flash | セガ                        | 2M                |           | 同名テレビドラマをゲーム化 |
| 未発売         | 未発売         | 1993年            | 1993年                 | w:Global Gladiators | Virgin Games                | 2M                |           | 2人の主人公を操作するアクションゲーム 北米ではジェネシス用タイトルMick & Mack as the Global Gladiatorsとして発売 |
| 未発売         | 未発売         | 1993年            | 1990年代               | w:GP Rider | セガ                        | 4M                |           | |
| 未発売         | 未発売         | 1993年            | 未発売                 | w:Home Alone | セガ                        | 2M                |           | 同名映画をゲーム化 |
| 未発売         | 未発売         | 1993年            | 1990年代               | w:The Incredible Crash Dummies | Flying Edge                 | 2M                |           | 日本では1994年9月30日にゲームギア用ソフト『クラッシュ・ダミー ～スリック坊やの大挑戦～』として発売 |
| 未発売         | 未発売         | 1993年            | 1990年代               | Jurassic Park | セガ                        | 4M                |           | 同名映画が題材で、襲ってくる恐竜から逃げながら進むアクションゲーム 日本では1993年7月30日にゲームギア用として同名タイトルが発売 |
| 未発売         | 未発売         | 1993年            | 1990年代               | The Ottifants | セガ                        | 2M                |           | オットー・ヴァールケスがデザインした、象に似たキャラクター「ブルーノ」が主人公のアクションゲーム |
| 未発売         | 未発売         | 1993年            | 1990年代               | Renegade | セガ                        | 2M                |           | 『熱血硬派くにおくん』の移植版 |
| 未発売         | 未発売         | 1993年            | 1990年代               | w:Sega World Tournament Golf | セガ                        | 2M                |           | |
| 未発売         | 未発売         | 1993年            | 未発売                 | w:Sensible Soccer | Sony Imagesoft              | 1M                |           | |
| 未発売         | 未発売         | 1993年            | 未発売                 | w:Tecmo World Cup '93 | セガ                        | 2M                |           | 日本では1993年5月28日にゲームギア用ソフト『キック アンド ラッシュ』として発売 |
| 未発売         | 未発売         | 1993年            | 未発売                 | w:T2: The Arcade Game | Arena                       | 4M                |           | 日本では1994年2月25日にメガドライブ用で同名タイトルが発売 |
| 未発売         | 未発売         | 1993年            | 未発売                 | Wimbledon 2 | セガ                        | 2M                |           | Wimbledonの続編 |
| 未発売         | 未発売         | 1993年            | 1994年                 | - w:Wonder Boy in Monster World - Turma da Mônica na Terra dos Monstros伯                                                           | セガ                        | 4M 8M伯           | [ 注 54 ] | 同名メガドライブ用ソフトの移植版 ブラジルでは漫画『モニカと仲間たち（Turma da Mônica）』のキャラクターに置き換え |
| 未発売         | 未発売         | 1993年            | 未発売                 | Master Games 1 | セガ                        | 不明              |           | Columns、Super Monaco GP、World Soccerを収録 |
| 未発売         | 未発売         | 1994年1月         | 1990年代               | w:Deep Duck Trouble Starring Donald Duck                                                                                            | セガ                        | 4M                |           | 日本では1993年12月17日にゲームギア用ソフト『ドナルドダックの4つの秘宝』として発売 |
| 未発売         | 未発売         | 1994年2月         | 1995年                 | Streets of Rage 2 | セガ                        | 4M                |           | 日本では『ベア・ナックルII 死闘への鎮魂歌』としてメガドライブやゲームギアなどの他機種向けに発売 |
| 未発売         | 未発売         | 1994年2月         | 未発売                 | w:Zool | Gremlin Graphics Software   | 2M                |           | 日本では『ズールのゆめぼうけん』としてゲームギアなどの他機種向けに発売 |
| 未発売         | 未発売         | 1994年3月         | 1990年代               | w:Road Rash | U.S.Gold                    | 4M                |           | 速度制限がなく、キックやパンチで相手を妨害することが特徴の、北米でメガドライブ用に発売された同名タイトルの移植版 |
| 未発売         | 未発売         | 1994年3月         | 未発売                 | w:Micro Machines | コードマスターズ            | 4M                |           | |
| 未発売         | 未発売         | 1994年4月         | 1994年7月              | w:Disney's Aladdin | セガ                        | 4M                |           | 同名映画をゲーム化 日本では同名タイトルでメガドライブやゲームギアなどで発売 |
| 未発売         | 未発売         | 1994年6月         | 1990年代               | w:The Incredible Hulk | U.S.Gold                    | 4M                |           | |
| 未発売         | 未発売         | 1994年6月3日      | 1994年                 | w:World Cup USA '94 | U.S.Gold                    | 4M                |           | |
| 未発売         | 未発売         | 1994年7月26日     | 1990年代               | Dr. Robotnik's Mean Bean Machine | セガ                        | 2M                |           | 『ぷよぷよ』を国外向けにローカライズ化 |
| 未発売         | 未発売         | 1994年9月         | 1990年代               | w:Astérix and the Great Rescue | セガ                        | 4M                |           | ローマ軍によって誘拐されたドルイドのパノラミックスと犬のイデアフィックスを救出することが目的で、アステリックスが主人公のゲーム第3弾 |
| 未発売         | 未発売         | 1994年11月        | 1994年                 | w:Mortal Kombat II | アクレイム                  | 4M                |           | 同名作品を移植 |
| 未発売         | 未発売         | 1994年            | 1990年代               | w:Ecco the Dolphin | セガ                        | 4M                |           | 日本では『 エコー・ザ・ドルフィン』としてメガドライブやゲームギアなどの他機種向けに発売 |
| 未発売         | 未発売         | 1994年            | 1990年代               | w:Daffy Duck in Hollywood | セガ                        | 4M                |           | |
| 未発売         | 未発売         | 1994年            | 未発売                 | w:Dragon: The Bruce Lee Story | Virgin Interactive          | 2M                |           | 原題が同名の映画をゲーム化 |
| 未発売         | 未発売         | 1994年            | 1994年                 | - w:Disney's The Lion King - Le Roi Lion仏 - Der König der Löwen独 - El Rey Leon西 - Il Re Leone伊                                  | セガ                        | 4M                |           | 同名アニメ映画をゲーム化 日本ではメガドライブやゲームギア用として同名タイトルが発売 |
| 未発売         | 未発売         | 1994年            | 1990年代               | w:Winter Olympics: Lillehammer 94                                                                                                   | U.S.Gold                    | 4M                |           | 1994年リレハンメルオリンピックが題材 16か国が参加 日本ではメガドライブやゲームギア用として同名タイトルが発売 |
| 未発売         | 未発売         | 未発売            | 1990年代               | Game Box Série Corridas | Tectoy                      | 4M                |           | Super Cross、Super Monaco GP、World Grand Prixを収録 |
| 未発売         | 未発売         | 1995年1月25日     | 1995年1月25日          | Sonic Spinball | セガ                        | 4M                |           | 日本では『ソニックスピンボール』としてメガドライブなどの他機種向けに発売 |
| 未発売         | 未発売         | 1995年1月         | 1996年11月             | w:The Smurfs | Infogrames                  | 2M                |           | 同名漫画をゲーム化 |
| 未発売         | 未発売         | 1995年2月1日      | 1995年                 | - w:Cheese Cat-Astrophe Starring Speedy Gonzales - Cheese Cat-Astrophe Estrelando Speedy Gonzales伯                                 | セガ                        | 4M                |           | 『ルーニー・テューンズ』のキャラクターであるスピーディー・ゴンザレス（ブラジルでの名前はリゲリーニョ）が主役で、妨害してくるシルベスター・キャット（ブラジルでの名前はフラジョラ）からチーズを取り戻すアクションゲーム |
| 未発売         | 未発売         | 未発売            | 1995年                 | w:20 em 1 | Tectoy                      | 2M                |           | 20種類のゲームを含む |
| 未発売         | 未発売         | 未発売            | 1995年                 | w:Disney's Bonkers: Wax Up! | Tectoy                      | 4M                |           | |
| 未発売         | 未発売         | 未発売            | 1995年                 | Dynamite Headdy | Tectoy                      | 4M                |           | 同名メガドライブ用ソフトのアレンジ移植 同名のゲームギア用ソフトは姉妹版に相当 2006年発売のオムニバスソフト『セガエイジス2500シリーズ ガンスターヒーローズ 〜トレジャーボックス〜』に隠しタイトル扱いで収録 |
| 未発売         | 未発売         | 未発売            | 1995年                 | w:Fire and Ice | Tectoy                      | 2M                |           | 主人公の狼が氷、密林、インカ、エジプトのステージを冒険するアクションゲーム |
| 未発売         | 未発売         | 未発売            | 1995年                 | w:The Quest for the Shaven Yak Starring Ren Hoëk & Stimpy                                                                           | Tectoy                      | 4M                |           | テレビアニメ『レンとスティンピー』が題材 Shaven Yak（毛刈りされたヤク）の蹄をレンとスティンピーが取り戻すアクションゲーム |
| 未発売         | 未発売         | 未発売            | 1995年                 | Game Box Série Lutas | Tectoy                      | 不明              |           | Shinobi、The Ninja、Kung Fu Kidを収録 |
| 未発売         | 未発売         | 1996年            | 未発売                 | w:The Smurfs 2: Travel the World | Infogrames                  | 2M                |           | 欧州最後のセガ・マスターシステム用ソフト |
| 未発売         | 未発売         | 未発売            | 1996年1月              | w:Disney's Ariel the Little Mermaid                                                                                                 | Tectoy                      | 2M                |           | 同名アニメ映画をゲーム化 ゲームギア版もある |
| 未発売         | 未発売         | 未発売            | 1996年6月              | Game Box Série Esportes | Tectoy                      | 不明              |           | Great Volley、 Super Futebol II、Wimbledonを収録 |
| 未発売         | 未発売         | 未発売            | 1996年6月              | Game Box Série Esportes Radicais | Tectoy                      | 2M                |           | California GamesからSurfとBMXを抜粋 |
| 未発売         | 未発売         | 未発売            | 1996年                 | w:FIFA International Soccer | Tectoy                      | 4M                |           | 同名ゲームギア用ソフトの移植版 |
| 未発売         | 未発売         | 未発売            | 1996年                 | w:Battletoads in Battlemaniacs | Tectoy バージン             | 2M                |           | 主人公のヒキガエルであるPimpleとRashを操作する、同名スーパーファミコン用ソフトの移植版 |
| 未発売         | 未発売         | 未発売            | 1996年12月             | w:Férias Frustradas do Pica-Pau | Tectoy                      | 4M                |           | アメリカのアニメ作品『ウッディー・ウッドペッカー』をゲーム化 |
| 未発売         | 未発売         | 未発売            | 1996年                 | w:Mortal Kombat 3 | Tectoy                      | 4M                |           | 同名ゲームギア用ソフトの移植版 |
| 未発売         | 未発売         | 未発売            | 1996年                 | w:Ecco: The Tides of Time | Tectoy                      | 4M                |           | 同名ゲームギア用ソフトの移植版 |
| 未発売         | 未発売         | 未発売            | 1996年                 | w:X-Men: Mojo World | Tectoy                      | 4M                |           | 同名ゲームギア用ソフトの移植版 |
| 未発売         | 未発売         | 未発売            | 1996年                 | Baku Baku Animal | Tectoy                      | 2M                |           | 同名作品のマスターシステム版 |
| 未発売         | 未発売         | 未発売            | 1997年                 | w:Virtua Fighter Animation | Tectoy                      | 1M                |           | ゲームギア用ソフト『バーチャファイターMini』の移植版で、原作における拡大・縮小演出が廃止された一方、テレビアニメ版『バーチャファイター』の声優による日本語音声演出あり |
| 未発売         | 未発売         | 未発売            | 1997年3月              | w:Earthworm Jim | Tectoy                      | 4M                |           | 同名ゲームギア用ソフトの移植版 |
| 未発売         | 未発売         | 未発売            | 1997年3月              | w:Taz in Escape from Mars | Tectoy                      | 4M                |           | 同名ゲームギア用ソフトの移植版 |
| 未発売         | 未発売         | 未発売            | 1997年9月              | Castelo Rá-Tim-Bum | Tectoy                      | 4M                |           | 同名の子ども向け番組をゲーム化 |
| 未発売         | 未発売         | 未発売            | 1997年9月              | Street Fighter II′ | Tectoy                      | 8M                |           | 同名アーケードゲームのアレンジ移植 |
| 未発売         | 未発売         | 未発売            | 1997年12月             | Sonic Blast | Tectoy                      | 1M                |           | ゲームギア用ソフト『Gソニック』の移植版 |
| 未発売         | 未発売         | 未発売            | 1998年8月              | w:Sítio do Picapau Amarelo | Tectoy                      | 1M                |           | 同名児童文学をゲーム化 |
| 未発売         | 未発売         | 未発売            | 1998年                 | w:Mickey's Ultimate Challenge | Tectoy                      | 2M                |           | ブラジルにおける最後のマスターシステム用ソフトの一つ。 |
| 未発売         | 未発売         | 未発売            | 1998年                 | w:Legend of Illusion Starring Mickey Mouse                                                                                          | Tectoy                      | 4M                |           | ブラジルにおける最後のマスターシステム用ソフトの一つ 日本では『ミッキーマウス 伝説の王国』としてゲームギアなどの他機種向けに発売 |

## その他
| 発売日        | 発売日 | 発売日 | 発売日   | タイトル                   | 発売元 | 媒体 | FM音源 | 備考 |
| 日本          | 北米   | 欧州   | ブラジル | タイトル                   | 発売元 | 媒体 | FM音源 | 備考 |
| ------------- | ------ | ------ | -------- | -------------------------- | ------ | ---- | ------ | --- |
| 1988年1月中旬 | 未発売 | 未発売 | 未発売   | ゲームでチェック！交通安全 | セガ   | 2M   |        | 非売品 セガと東京海上火災保険が交通安全キャンペーンの一環として共同開発 自治体や幼稚園、企業を対象にし、東京海上火災保険の支店を通じてマスターシステム本体と当該ソフトをセットで貸し出していた |

## 発売されなかったタイトル
| 作品名               | 発売元 | 媒体 | FM音源 | 備考 |
| -------------------- | ------ | ---- | ------ | --- |
| ファイティングバギー | セガ   |      |        | 『トイジャーナル』1986年2月号で1986年1月から4月にかけて発売予定と記載 『Beep』1986年3月号には画面写真を交えて1986年3月ごろに発売予定と記載 『Beep』1986年4月号には『バギーダッシュ』の呼称で1986年3月発売予定と記載 ゲーム内容はトップビュー視点のカーレースゲーム |
| ムーンボール         | セガ   |      |        | 『Beep』1987年12月号に1988年1月発売予定と記載 |
| キューブゾーン       | セガ   |      |        | 『Beep』1988年3月号、『ファミコン通信』1988年4月1日号に1988年3月下旬発売と記載 |
| スーパーマン         | セガ   |      |        | 『Beep』1987年12月号で発売中止が伝えられている |
| ウルフマン           | セガ   |      |        | 『Beep』1988年10月号、『ファミリーコンピュータMagazine』1988年8月5日号に1988年11月発売予定と記載 |
| ホットロッド         | セガ   |      |        | 『Beep』1988年10月号、『ファミリーコンピュータMagazine』1988年8月5日号に1988年12月発売予定と記載 |
| ファンタシースターII | セガ   |      |        | 『Beep』1988年10月号、『ファミリーコンピュータMagazine』1988年8月5日号に1988年12月発売予定と記載 |
| テラクレスタ         |        |      |        | セガからの依頼により1987年ごろから開発されていたが、プログラムがほぼ未着手の状態で開発中止 |